# F.A. Davis Company
F.A. Davis Company – amerykańskie wydawnictwo z siedzibą w Filadelfii, założone przez F.A. Davisa (1850–1917). Publikuje przede wszystkim szeroko rozumianą literaturę medyczną (podręczniki dla studentów medycyny i innych kierunków związanych ze służbą zdrowia, informatory medyczne itp.).